# Leopoldo Guglielmo d'Austria
Leopoldo Guglielmo d'Asburgo, arciduca d'Austria (Wiener Neustadt, 5 gennaio 1614 – Vienna, 20 novembre 1662), è stato un militare, vescovo cattolico e collezionista d'arte austriaco, dal 1641 ricoprì la carica di Gran Maestro dell'Ordine Teutonico e dal 1647 al 1656 ricoprì la carica di governatore dei Paesi Bassi spagnoli.

## Biografia

### I primi anni
Era il figlio minore dell'Imperatore Ferdinando II d'Asburgo e di sua moglie Maria Anna di Baviera, figlia a sua volta di Guglielmo V di Baviera, e fratello dell'Imperatore Ferdinando III d'Asburgo (1608–1657).
Sin dalla gioventù prestò servizio come militare combattendo nella guerra dei trent'anni in Svezia e in Boemia, sebbene il padre lo avesse prescelto essenzialmente per indirizzarlo alla carriera ecclesiastica. Con l'influenza del potente genitore, in breve tempo, riuscì a ottenere un gran numero di episcopati nei territori dell'Impero o a divenirne amministratore apostolico, tra cui si ricordano: Halberstadt (1628–1648), Passau (1625–1662), Breslavia (1656–1662), Olmütz (1637–1662) e Strasburgo (1626–1662). Nel 1635 il papa Urbano VIII gli conferì, inoltre, l'Arcidiocesi di Brema, ma a causa dei suoi impegni bellici non poté mai di fatto occuparne la sede. Malgrado tutte queste nomine ecclesiastiche non ricevette mai né l'ordinazione sacerdotale né quella episcopale.
Durante la guerra franco-spagnola del 1635-1659 guidò le forze dei Paesi Bassi spagnoli, che persero la battaglia di Lens nel 1648 nel tentativo di riprendere possesso della città. La rivincita avvenne nel 1652 quando riuscì a scacciare un pesante contrattacco francese e un ruolo notevole lo ebbe anche in Catalogna.

### Patrono delle arti

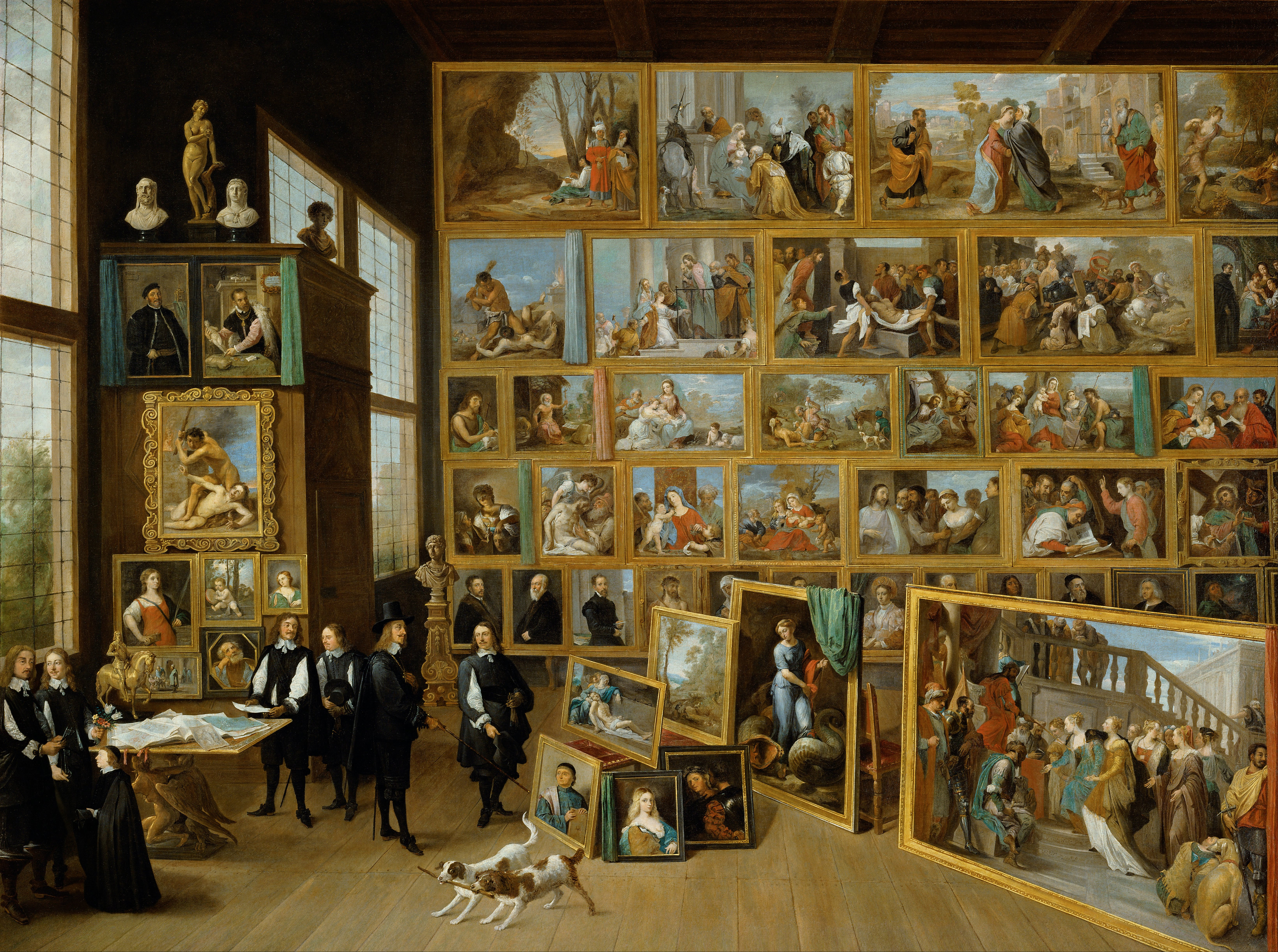
David Teniers il Giovane, La galleria dell'Arciduca Leopoldo Guglielmo a Bruxelles, Vienna, Kunsthistorisches Museum.

Quando assunse il governo dei Paesi Bassi spagnoli, Leopoldo Guglielmo manifestò la propria vera passione per le arti, divenendo un accanito collezionista di opere e chiamando a sé molti pittori soprattutto fiamminghi come David Teniers il Giovane che nominò suo curatore d'arte. Teniers, con il titolo di "ayuda de camara", si preoccupò di riempire la residenza dell'arciduca a Bruxelles dei migliori quadri a partire dal 1647. Immense somme vennero spese per l'acquisizione delle opere, tra le quali citiamo quadri di Frans Snyders, Pieter Snayers, Daniel Seghers, Peter Franchoys, Frans Wouters, Jan van den Hoecke, Pieter Thijs, e altri. Nella collezione entrarono anche moltissimi quadri di autori italiani (oggi conservati al Kunsthistoriches Museum di Vienna) giunti a Leopoldo Guglielmo dalle collezioni appartenute al defunto Carlo I d'Inghilterra e a George Villiers, I duca di Buckingham. Per l'acquisizione di queste opere nominò suo rappresentante in Inghilterra il pittore britannico John Michael Wright. Il Theatrum Pictorium, pubblicato nel 1660 a cura di David Teniers il Giovane, è una raccolta di 245 incisioni originali, tratte da dipinti della sua collezione.
Quando Leopoldo fece ritorno a Vienna portò con sè anche tutta la propria collezione, fondando il primo nucleo della galleria arciducale che passò poi a suo nipote Leopoldo I d'Asburgo.
Alla sua morte venne designato come suo successore il nipote Carlo Giuseppe, che però morì di lì a poco in giovane età.

## Ascendenza
|                              |                      |                          | Genitori                      |  |  | Nonni |  |  | Bisnonni               |  |  | Trisnonni              |  |
|                              |                      |                          |                               |  |  |       |  |  | Ferdinando I d'Asburgo |  |  | Filippo I di Castiglia |  |
|                              |                      |                          |                               |  |  |       |  |  | Ferdinando I d'Asburgo |  |  | Filippo I di Castiglia |  |
|                              |                      | Giovanna di Castiglia    |                               |  |  |       |  |  | Ferdinando I d'Asburgo |  |  |                        |  |
| Carlo II d'Austria           |                      |                          |                               |  |  |       |  |  | Ferdinando I d'Asburgo |  |  |                        |  |
|                              |                      | Anna Jagellone           | Ladislao II di Boemia         |  |  |       |  |  |                        |  |  |                        |  |
|                              |                      | Anna Jagellone           | Ladislao II di Boemia         |  |  |       |  |  |                        |  |  |                        |  |
|                              |                      | Anna Jagellone           | Anna di Foix-Candale          |  |  |       |  |  |                        |  |  |                        |  |
| Ferdinando II d'Asburgo      |                      | Anna Jagellone           |                               |  |  |       |  |  |                        |  |  |                        |  |
|                              |                      | Alberto V di Baviera     | Guglielmo IV di Baviera       |  |  |       |  |  |                        |  |  |                        |  |
|                              |                      | Alberto V di Baviera     | Guglielmo IV di Baviera       |  |  |       |  |  |                        |  |  |                        |  |
|                              |                      | Alberto V di Baviera     | Maria Giacomina di Baden      |  |  |       |  |  |                        |  |  |                        |  |
| Maria Anna di Wittelsbach    |                      | Alberto V di Baviera     |                               |  |  |       |  |  |                        |  |  |                        |  |
|                              |                      | Anna d'Asburgo           | Ferdinando I d'Asburgo        |  |  |       |  |  |                        |  |  |                        |  |
|                              |                      | Anna d'Asburgo           | Ferdinando I d'Asburgo        |  |  |       |  |  |                        |  |  |                        |  |
|                              |                      | Anna d'Asburgo           | Anna Jagellone                |  |  |       |  |  |                        |  |  |                        |  |
| Leopoldo Guglielmo d'Austria |                      | Anna d'Asburgo           |                               |  |  |       |  |  |                        |  |  |                        |  |
|                              | Alberto V di Baviera | Guglielmo IV di Baviera  |                               |  |  |       |  |  |                        |  |  |                        |  |
|                              | Alberto V di Baviera | Guglielmo IV di Baviera  |                               |  |  |       |  |  |                        |  |  |                        |  |
|                              | Alberto V di Baviera | Maria Giacomina di Baden |                               |  |  |       |  |  |                        |  |  |                        |  |
| Guglielmo V di Baviera       | Alberto V di Baviera |                          |                               |  |  |       |  |  |                        |  |  |                        |  |
|                              |                      | Anna d'Asburgo           | Ferdinando I d'Asburgo        |  |  |       |  |  |                        |  |  |                        |  |
|                              |                      | Anna d'Asburgo           | Ferdinando I d'Asburgo        |  |  |       |  |  |                        |  |  |                        |  |
|                              |                      | Anna d'Asburgo           | Anna Jagellone                |  |  |       |  |  |                        |  |  |                        |  |
| Maria Anna di Baviera        |                      | Anna d'Asburgo           |                               |  |  |       |  |  |                        |  |  |                        |  |
|                              |                      | Francesco I di Lorena    | Antonio di Lorena             |  |  |       |  |  |                        |  |  |                        |  |
|                              |                      | Francesco I di Lorena    | Antonio di Lorena             |  |  |       |  |  |                        |  |  |                        |  |
|                              |                      | Francesco I di Lorena    | Renata di Borbone-Montpensier |  |  |       |  |  |                        |  |  |                        |  |
| Renata di Lorena             |                      | Francesco I di Lorena    |                               |  |  |       |  |  |                        |  |  |                        |  |
|                              |                      | Cristina di Danimarca    | Cristiano II di Danimarca     |  |  |       |  |  |                        |  |  |                        |  |
|                              |                      | Cristina di Danimarca    | Cristiano II di Danimarca     |  |  |       |  |  |                        |  |  |                        |  |
|                              |                      | Cristina di Danimarca    | Isabella d'Asburgo            |  |  |       |  |  |                        |  |  |                        |  |
|                              |                      | Cristina di Danimarca    |                               |  |  |       |  |  |                        |  |  |                        |  |

## Stemma
| Immagine | Stemma |
| -------- | --- |
| \| \|    | Leopoldo Guglielmo d'Austria Arciduca d'Austria, Vescovo Inquartato, I rosso al leone rampante d'argento, con la coda biforcata e incrociata a salterio, armato, linguato e coronato d'oro (per la Boemia); II barrato di otto, di rosso e d'argento (per Ungheria); III in palo, a destra di rosso troncato d'argento (per l'Austria), a sinistra bandato di sei d'oro e d'azzurro, alla bordura di rosso (per il Ducato di Borgogna); IV gran-quartato 1° e 4° rosso a tre castelli turriti d'oro (per la Castiglia), 2° e 3° d'argento al leone rampante di porpora armato, linguato e coronato d'oro (per il León). Lo scudo, accollato a una croce astile patriarcale d'oro, posta in palo, è timbrato da un cappello con cordoni e nappe di verde. Le nappe, in numero di dodici, sono disposte sei per parte, in cinque ordini di 1, 2, 3. Dietro allo scudo sono presenti le insegne da principe del Sacro Romano Impero. |
|          | |

| Immagine | Stemma |
| -------- | --- |
| \| \|    | Leopoldo Guglielmo d'Austria Gran Maestro dell'Ordine Teutonico Inquartato, I rosso al leone rampante d'argento, con la coda biforcata e incrociata a salterio, armato, linguato e coronato d'oro (per la Boemia); II barrato di otto, di rosso e d'argento (per Ungheria); III in palo, a destra di rosso troncato d'argento (per l'Austria), a sinistra bandato di sei d'oro e d'azzurro, alla bordura di rosso (per il Ducato di Borgogna); IV gran-quartato 1° e 4° rosso a tre castelli turriti d'oro (per la Castiglia), 2° e 3° d'argento al leone rampante di porpora armato, linguato e coronato d'oro (per il Leon). Lo scudo è timbrato da un cappello di nero con cordoni e nappe di bianco. Le nappe, in numero di dodici, sono disposte sei per parte, in tre ordini di 1, 2, 3. Dietro allo scudo sono presenti una spada e un pastorale. |
|          | |